# Octomeria oncidioides
Octomeria oncidioides är en orkidéart som beskrevs av Carlyle August Luer. Octomeria oncidioides ingår i släktet Octomeria och familjen orkidéer.
Artens utbredningsområde är Bolivia. Inga underarter finns listade i Catalogue of Life.